# Hexatoma celestia
Hexatoma celestia är en tvåvingeart. Hexatoma celestia ingår i släktet Hexatoma och familjen småharkrankar.

## Underarter
Arten delas in i följande underarter:
- H. c. celestia
- H. c. maligna